# 埃克霍山
埃克霍山（英語：Ekho Mountain）是南極洲的山峰，位於毛德皇后地的阿斯特里德公主海岸，處於沃爾波斯滕峰西南面6公里，屬於洛莫諾索夫山脈的一部分，海拔高度1,690米，現時由南極條約體系管理。

## 外部連結
- . . United States Geological Survey.   [2012-02-27].
- 本条目引用的公有领域材料来自美国地质调查局的文档《埃克霍山》 （資料來自地名信息系统）。

71°28′S 15°26′E / 71.467°S 15.433°E